# Závěsné létání

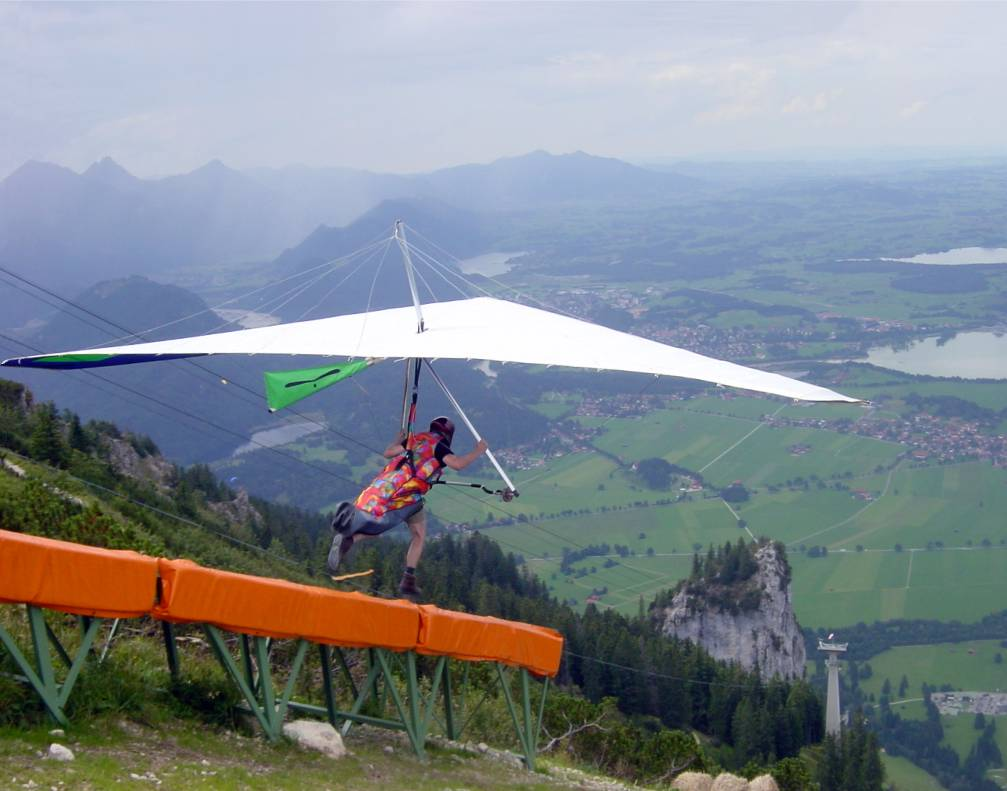
Start z rampy

Závěsné létání je letecký rekreační nebo soutěžní sport podobný plachtění, ale využívající závěsný kluzák namísto větroně.

## Závěsný kluzák
Závěsný kluzák (ZK) (hovorově rogalo, často pouze křídlo, kdysi deltaplán) je jednoduchá konstrukce složená nejčastěji z kovové (duralové), případně z části karbonové kostry, spojené kováním a ocelovými lanky, na které je navlečen potah (plachta) z pevné syntetické tkaniny (Mylar, Dacron, Tecnora). Pilot je zavěšen na tuto konstrukci prostřednictvím postroje, ve kterém sedí (motorový závěsný kluzák) nebo leží (bezmotorový závěsný kluzák). Závěsný kluzák se ovládá pouze změnou těžiště, což je vyvoláno pohyby těla pilota. Aby mohl ovládat směr pohybu kluzáku, změnu těžiště vyvolává rukama – odtlačováním se od řídící hrazdy, která je pevně spojena s konstrukcí. V případě motorového závěsného kluzáku, pilot nejčastěji sedí na lehké tříkolce s motorem, která je zavěšena na konstrukci křídla.

## Létání s bezmotorovými závěsnými kluzáky
Nejnáročnější je umět bezpečně odstartovat a přistát, přičemž začátečník musí překonat přirozený strach. Samotné řízení během letu je jednoduché, neboť řízení pomocí pohybů vlastního těla je intuitivní. Podstatou startu je bezpečné rozběhnutí kluzáku tak, aby jeho rychlost vůči vzduchu byla dostatečná pro vytvoření vztlaku, který překoná tíhu pilota. Méně intuitivní může být udržení dostatečné rychlosti vůči vzduchu, tak aby nedošlo k tzv. odtržení proudnic a ztrátě vztlaku, například při letu po větru v menší výšce nebo v zatáčce.

### Základy létání

#### Start z kopce
Startuje se rozběhem z nohou a zásadně proti směru větru, neboť důležitá je rychlost vůči vzduchu. Potřebná hodnota této rychlosti je poměrně vysoká (22–32 km / h), takže je potřebný prudký běh. U začátečníků je normální přirozený strach, když se bojí běžet na hranici svých sil z prudkého kopce, přičemž necítí jistotu že křídlo odstartuje. Později tento nepříjemný pocit zcela zmizí a začnou aktivně vnímat co se děje během rozběhu. Nejnáročnější na zručnost jsou starty za bezvětří a starty z prudkého svahu bez možnosti řádného rozběhu.

#### Start z roviny
Startuje z dostatečně dlouhé rovné plochy či dokonce z vodní hladiny. Používají se čtyři způsoby:
- Tažení po zemi (vodě) s pevnou délkou lana
- Tažení po zemi s odvíjeným lanem
- Tažení stacionárním navijákem
- Aerovlek (tažení za motorovým letounem / kluzákem s pevnou délkou lana)

Rozběh odpadá při odvíjení lana, protože kluzák je připoután na korbě auta, dokud nenabere rychlost. Při ostatních způsobech je možný rozběh z nohou, nebo bezpečnější start z vozíku.
Aerovlek je nejnáročnější způsob, protože vyžaduje největší sílu a postřeh při řízení, ale zároveň má nejmenší nároky na délku plochy ze které se startuje. Základní výhodou startu z roviny před startem z kopce je to, že lze udělat více startů za den.

#### Jiné starty
Jsou možné i exotičtější starty, například start spuštěním z balónu, mostu, nebo start bez rozběhu ze skalnatého brala. Tyto starty jsou však rizikové, proto se používají jen výjimečně, například z balónu pro dosažení rekordní výšky, nebo dostatečné výšky pro zahájení akrobacie. Relativně jednodušší je start s rozjezdem na lyžích, který ale vyžaduje mébě běžný sedací postroj.

#### Přistání
Stejně jako při rozběhu z nohou je důležité nasměrovat kluzák proti proudění větru, aby se co nejvíce snížila rychlost vůči zemi. Nejvýkonnější křídla mají příliš velkou rychlost při přistávání, proto vyžadují cit pro odhadnutí správného momentu podrovnání (zabrzdění).

#### Udržení se ve vzduchu
Let závěsného kluzáku je jako u každého letadla je spojen s existencí vztlakové síly, zapříčiněné pohybem křídel vůči vzduchu. Princip bezmotorového letu je podobný pohybu auta bez motoru z kopce. To znamená, že pokud se má závěsný kluzák udržet v pohybu (a neztratit tak vztlakovou sílu na křídlech), v ustáleném stavu musí vůči vzduchové mase letět po klesající dráze tak, aby využíval gravitaci. Aerodynamický odpor křídla a pilota působí proti směru pohybu. Čím je menší, tím menší sklon dráhy letu stačí na udržení rychlosti, tím méně kluzák klesá a tím dále doletí. Z běžného kopce to znamená pouze několik minut letu.
Aby bylo možné letět déle a na větší vzdálenosti, musí se využít energie přírody. Ne vždy je to však možné – pokud není dost energie ze slunce nebo z větru, nedá se udržet ve vzduchu a takovým letům se říká pouze "slet". Prvním způsobem (i historicky nejprve využívaným) jak se udržet déle je let v svahovém proudění před vhodně tvarovaným kopcem (hřebenem), kdy vzestupná rychlost proudění podél svahu je větší nebo alespoň stejná jako rychlost klesání kluzáku, tzv. opadání. Druhým způsobem je zdržování se v stoupavých proudech (stoupáky, termály), které vznikají rozdílným ohřevem vzduchu od zemského povrchu a samovolným výstupem teplejší vzduchové masy. Rozdíl teplot na zemském povrchu je způsoben buď zahříváním suššího (s nižší tepelnou kapactou), případně tmavšího povrchu od slunce, nebo akmulační schopností lesů a jiných vlhčích oblastí při prudkém ochlazení (západ slunce). Třetím způsobem je využívání stoupavých oblastí při vlnovém proudění za horskými hřebeny při silném větru, což je ale spíše doménou větroňů. První a druhý způsob se často kombinují, ale pro lety na velké vzdálenosti je nezbytná existence stoupavých proudů, tzn. dostatečné množství slunce a atmosférické instability. Při vyhledávání stoupavých proudů velmi pomáhá citlivý přístroj, který ukazuje okamžité stoupání / klesání, tzv. variometr (nebo pouze vario).

#### "Jiné" létání
Kromě "normálního" létání jsou rogala schopny i akrobacie, ale tato činnost je velmi nebezpečná. Protože neexistují speciální akrobatické kluzáky (byly by velmi těžké a neprodejné), křídlo běžného kluzáku se může při letu na zádech velmi snadno poškodit a je pak nutné použít záchranný padák. Takové létání je však jen na vlastní bezpečnost a ve většině zemí je oficiálně zakázáno.

### Bezpečnost
Samotný sport někteří považují za nebezpečný (hlavně díky reputaci, kterou získal v 70. letech). Kluzáky jsou ve skutečnosti stejně bezpečné jako ostatní letadla, protože musí být kvůli prodeji schváleny uznávanými autoritami jako jsou HGMA, BHPA nebo DHV.
Kluzák, jehož konstrukce je schválena výše uvedenými autoritami, musí být v klidných podmínkách schopen samostatného letu, čili mít takovou stabilitu, aby jeho řízení nevyžadovalo mimořádnou pozornost. Pro případy extrémních situací (let střemhlav, převrácení v turbulenci) jsou v konstrukci současných kluzáků použité stabilizační prvky, které slouží k bezpečnému návratu do normální letové polohy. Jsou to například: vyvázání odtokové hrany křídla na stožár u školních kluzáků a negativní podpěry konců křídla. Někteří zkušení piloti si tyto prvky ladí úměrně ke svým schopnostem a vylepšují tak výkon, což se však obecně nedoporučuje.
Povinnou výbavou pilota je malý záchranný (záložní) padák. Padák mívá plochu kolem 30 m² tak, aby zajistil rychlost dopadu rovnocennou dopadu z 1,5metrové výšky. Padáky jsou schopny se otevřít z 30 m výšky nad terénem. Frekvence jejich použití je ale výrazně nižší než při paraglidingu, typicky pouze při strukturální poruše křídla.
Druhým povinným bezpečnostním doplňkem je přilba. Přilba musí být lehká (500–800 gramů), aby nezpůsobovala únavu krku, ale zároveň musí být schopná absorbovat dostatečnou energii nárazu. [nedostupný zdroj]
Doporučeným vybavením je dále: hákový nůž (k přeřezání padákových popruhů), lehká a dlouhá šňůra (20 m) (pro slanění při přistání na stromech, případně pro vyzvednutí lana ze země).
Fakt, který nejvíce zlepšil bezpečnost tohoto sportu je, že dnes se výcvik provádí pouze pod vedením zkušených instruktorů, takže důležité zkušenosti jsou předávány přímo a nedochází ke zbytečným úrazům samouky. Pod vedením zkušeného instruktora se žák naučí vyhýbat nebezpečným situacím, jako je překročení maximálního úhlu náběhu v zatáčce nebo letu do turbulentní oblasti za kopcem a v neposlední řadě pečlivě kontrolovat křídlo, výstroj a závěs.

### Výcvik
Létat může prakticky každý, kdo je schopen získat řidičský průkaz. Zdravotní požadavky jsou podobné. Není třeba speciálně nadání pro tuto činnost. Důležitá je hlavně fyzická výdrž, protože obsahem výcviku je absolvovat dostatečný počet startů (80–120) v rozumném období (7–14 dní), což znamená vynést křídlo na kopec i 20krát za jeden den. Postupuje se od jednoduššího ke náročnějšímu, od prvních pokusů s rozběhem, přes drilování startů po jednoduché lety, až na konci jsou starty z velkého kopce (výška 300 m a více) s provedením předem stanovených manévrů (zatáčky) a dokonalým přistáním. Existují dvě úrovně pilotních zkoušek – pilot stupně A může létat samostatně pouze na poslušnejších typech kluzáků nebo pod dohledem instruktora i na výkonnějších typech, pilot stupně B může létat již zcela samostatně na všech typech kluzáků. Výcvik až do zkoušek B probíhá obvykle na levnějším, vypůjčeném vybavení, a pak si pilot kupuje nějaké výkonnější křídlo. Pilotní průkazy a dozor nad technikou na Slovensku má na starosti Letecká amatérska asociácia a v Česku Letecká amatérská asociace.

## Závěsné kluzáky

### Kategorie závěsných kluzáků (dle FAI)
- S tuhým potahem, řízené výlučně aerodynamicky (Swift)
- S tuhým potahem, řízené i těžištěm (Atos, Exxtacy, Stalker)
- S pružným potahem, řízené pouze těžištěm (většina)

### Kluzáky s pružným potahem v současnosti
- Začátečnické (ZK-1): klouzavost 1: 5, opadání 1,5–2,0 m / s, rychlosti 18–30 km / h, odpouštějící
- Začátečnické-rekreační (Atlas): klouzavost 1: 7, opadání 1,5 m / s, rychlosti 25–45 km / h, poslušné a pomalé
- Pokročilé (Magic, Glidezilla): klouzavost 1: 8-9, opadání 1,2 m / s, rychlosti 30–65 km / h, poslušné ale těžší přistávatelné
- Výkonné (Moyes XS, Xtralite): klouzavost 1:10, opadání 1,1 m / s, rychlosti 30–100 km / h, náročné
- Velmi výkonné (Topless): klouzavost 1:13, opadání 1,0 m / s, rychlosti 35–100 km / h, náročné

## Historie ve světě
První experimenty se závěsnými kluzáky (tehdy se jim tak ještě neříkalo) a s letem člověka vůbec probíhaly na konci 19. století. Nejznámější a nejúspěšnější byl Němec Otto Lilienthal. Tento pionýr sice zaplatil za své létání svým životem, ale jeho objevy se staly pevným základem letectví.
Závěsné létání bylo znovu objeveno s vynálezem amerického inženýra polského původu Francise Rogalla, který v roce 1948 pracoval v NASA na jednoduché skládací konstrukci použitelné pro návrat kosmických lodí na zem. Nakonec sice nebyla použita k původnímu účelu, ale někteří nadšenci ji začali používat jako atrakci pro vznášení se pilota ve vleku za motorovým člunem. Nejznámější z nich byl Australan Bill Moyes, který založil firmu Moyes, která jako první začala tyto kluzáky masově vyrábět a dodnes patří mezi světovou špičku.
Se závěsnými kluzáky se začalo létat z kopců a toto létání se stalo velmi populární, protože představovalo úžasně jednoduchý a rychlý způsob jak zažít pocit letu. Živelný rozmach a masové stavění amatérských konstrukcí, na kterých se učili létat úplní samouci, přinesl i řadu smrtelných úrazů. Kluzáky byly díky tomu postupně zdokonalovány, co se týče bezpečnosti, ale i výkonů. Popularita závěsného létání rostla až do osmdesátých let 20. století, kdy se objevil paragliding, který dovedl jednoduchost létání k absolutnímu maximu a odvedl k sobě i značnou část nadšenců. Od té doby je počet zájemců o paragliding výrazně vyšší.

### Sportovní rekordy
- Angelo d'Arrigo – stránka několikanásobného mistra světa v létání na rogalu – přelet rogalem přes Mount Everest